# Hypnum tricostatum
Hypnum tricostatum là một loài Rêu trong họ Hypnaceae. Loài này được (Sull.) Sull. mô tả khoa học đầu tiên năm 1859.